# Clonaria evanescens
Clonaria evanescens är en insektsart som först beskrevs av Karsch 1898.  Clonaria evanescens ingår i släktet Clonaria och familjen Diapheromeridae. Inga underarter finns listade i Catalogue of Life.